# Newcombia
Newcombia é um género de gastrópode  da família Achatinellidae.
Este género contém as seguintes espécies:
- Newcombia canaliculata
- Newcombia cumingi
- Newcombia lirata
- Newcombia perkinsi
- Newcombia pfeifferi
- Newcombia philippiana
- Newcombia sulcata